# Птелеонт
Птелеонт — в древнегреческой мифологии соблазнитель Прокриды.
Прокрида изменила своему супругу — охотнику по имени Кефал, дав согласие на предложенный Птелеонтом золотой венец. Согласно преданию, Прокрида была готова нарушить клятву супружеской верности, стоит ей предложить золото.